# Liste der Monuments historiques in Tréglamus
Die Liste der Monuments historiques in Tréglamus führt die Monuments historiques in der französischen Gemeinde Tréglamus auf.

## Liste der Bauwerke
| Bezeichnung | Beschreibung    | Standort                  | Kennzeichnung | Schutzstatus | Datum | Bild           |
| ----------- | --------------- | ------------------------- | ------------- | ------------ | ----- | -------------- |
| Wegekreuz   | 14. Jahrhundert | Place du Bourg (Lage)     | PA00089694    | Inscrit      | 1964  | weitere Bilder |
| Wegekreuz   | 14. Jahrhundert | Route nationale 12 (Lage) | PA00089695    | Inscrit      | 1964  | weitere Bilder |

## Liste der Objekte

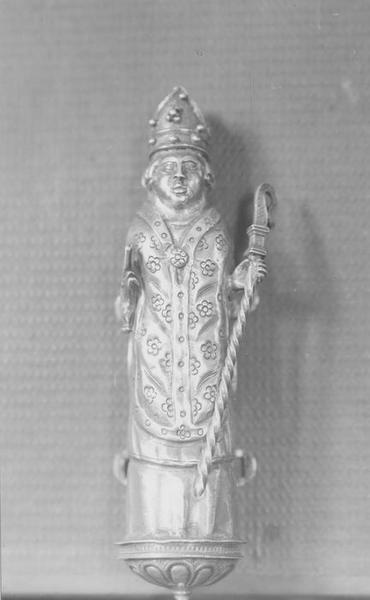
Skulptur des heiligen Blasius aus dem 16. Jahrhundert in der Kirche St-Blaise

- Monuments historiques (Objekte) in Tréglamus in der Base Palissy des französischen Kultusministeriums